# Копитів (Рівненський район)
Копи́тів — село у складі Корецької громади РІвненського району Рівненської області; населення — 330 осіб; перша згадка — 1583 рік. У селі є навчально виховний заклад, клуб, публічно-шкільна бібліотека, фельдшерсько-акушерський пункт, Свято-Іоано-Богословська церква. У 1965 році встановлено пам'ятний знак землякам, які загинули у Німецько-рядянській війні.

## Географія
Село розташоване на правому березі річки Кобилянки.

## Історія
У 1906 році село Межиріцької волості Рівненського повіту Волинської губернії. Відстань від повітового міста 57 верст, від волості 12. Дворів 41, мешканців 308.

## Відомі люди

### Народились
- Силін Микола Олександрович — український військовослужбовець, десантник, капітан Збройних сил України. Учасник російсько-української війни.